# Vicente García González
Pour les articles homonymes, voir Vicente García, García et González.
 (janvier 2016).
Si vous disposez d'ouvrages ou d'articles de référence ou si vous connaissez des sites web de qualité traitant du thème abordé ici, merci de compléter l'article en donnant les références utiles à sa vérifiabilité et en les liant à la section « Notes et références ».
Vicente García González (23 janvier 1833, Las Tunas - 4 mars 1886, Rio Chico), est un patriote cubain, qui s'illustra lors de la guerre des Dix Ans, mort assassiné par les Espagnols avant l'indépendance de Cuba.

## Biographie
Né calle Real (rue royale) à Las Tunas le 23 janvier 1833, il est élevé dans une ambiance calme, et suit ses études primaires à Las Tunas, puis continue à Santiago de Cuba, où il étudie au séminaire San Basilio el Magno. Dès sa jeunesse, il montre un intérêt fort pour la cause indépendantiste, ne supportant pas l'exploitation dont souffrait alors la population.
Il se marie avec la camagüeyenne Brígida Zaldívar Cisneros, épouse douce et tendre, qui ne l'abandonna jamais, même en temps de guerre. À compter de 1856, il prend part à la conspiration contre le régime colonial espagnol. Il gère pendant ce temps-là l'exploitation de sa mère, qui se voue au négoce de bétail. Il parcourt le pays à la recherche de contacts et de personnes prêtes à en découdre avec la métropole.

## La guerre des Dix Ans
En 1867 se tient une réunion au cours de laquelle il fut question du mouvement en marche à Bayamo et à Camagüey. La nouvelle fut à l'origine d'une vague d'enthousiasme parmi les habitants de Las Tunas, leur montrant qu'ils n'étaient pas seuls à songer à la liberté pour leur patrie. On nomma une junte (assemblée) et Vicente García en fut élu chef suprême. Une réunion eut lieu un peu plus tard[Quand ?] à Las Tunas, à laquelle participèrent bon nombre de ces conspirateurs, Carlos Manuel de Céspedes et Isaía Masó pour la ville de Manzanillo, Salvador Cisneros Betancourt et Carlos Laret de Mola pour Camagüey, Belisario Álvarez pour Holguín, Francisco Maceo Osorio (es), Pedro Figueredo et Francisco Vicente Aguilera (es) pour Bayamo, et la ville-hôtesse était représentée par Vicente García et Francisco Muñoz Rubalcava. Sans que cette réunion ne se soit soldée par un accord concernant le début de la guerre, elle marque l'unification du mouvement révolutionnaire.
Le 4 octobre, Vicente García, désormais major-général, préside à une réunion au Mijial, durant laquelle il expose la situation : à Las Tunas, on compte une centaine d'hommes armés, et à Holguín Luis Figueredo dispose également d'un groupe d'hommes armés. On approchait du déclenchement du soulèvement. À partir de ce moment-là, les Tuneros (Les habitants de Las Tunas) intensifièrent leurs préparatifs. Le 10 octobre, le soulèvement part de l'ingenio La Demajagua, où Carlos Manuel de Céspedes libère les esclaves.
Le 13 octobre, le major-général García marche contre sa ville natale et en prend le contrôle quasi total, excepté l'église où se sont réfugiés les Espagnols. Les braves hommes de García se rendirent aux casernes, agitant le drapeau cubain. Pour résister à l'attaque, les Espagnols envoyèrent des colonnes militaires afin de défendre ce territoire stratégique, contrôlant la prise d'autres villes environnantes. Afin de faire plier García, le commandant de la colonne fit enfermer sa famille chez elle, posta des gardes devant les portes et les fenêtres, et interdit formellement de faire rentrer quelque sorte de nourriture. Trois jours plus tard, la plus jeune fille de García, María de la Trinidad, âgée seulement de quatre mois, meurt de faim. Puis ce fut le tour d'un de ses fils, Saúl. Toutefois, sa femme ne le pria jamais de se rendre. Les réactions hostiles de la population locale et nationale poussèrent le colonel Loño à les délivrer, comprenant que cette méthode n'arriverait pas à faire plier le mambí.
Le 16 août 1869, il participe à un nouvel assaut contre Las Tunas, qui fut incendiée dans la confusion des combats. La rumeur circula que de fortes troupes espagnoles arrivaient en renfort, ce qui contraignit le général cubain Manuel Quesada à se retirer, laissant la victoire aux Espagnols.
Vicente García, le 23 septembre 1876, mena l'une des plus brillantes opérations des indépendantistes durant ce conflit. Après huit heures de combats, il contraignit le bastion espagnol de Las Tunas à déposer les armes. Les mambises purent encore tenir le fort pendant trois jours, mais ne purent soutenir plus longtemps le siège. Et plutôt que de rendre encore la ville aux Espagnols, García décida de l'incendier. Le général, devant sa propre maison, ordonna : « Capitaine Silva, prenez cette torche et commencez par là ». « Mais, général, cette maison est la vôtre ! » Vicente García répondit : « Je la préfère brûlée qu'esclave ». La ville devint une gigantesque torche, il ne resta de Las Tunas qu'un champ de ruines. « Le succès est complet, et l'armée (espagnole) subit ici une grande défaite, glorifiant ainsi le nom des mambises cubains ». Ce coup d'éclat fut à l'origine d'un changement radical du côté espagnol, Martínez Campos menant désormais une rude campagne de pacification.
En décembre 1876, les troupes mambises de García quittent donc Las Tunas pour rejoindre Las Villas, mais nombre des soldats désertèrent. Le général cubain marcha alors sur Santa Rita, dans la province de Camagüey. Ses troupes y bivouaquèrent, mais il se produisit alors un important événement politique attribué à Vicente García. Il fut ainsi décidé que Vicente García devait être nommé général en chef des forces insurgées, mais García refusa, et il se retira momentanément des combats. Il garda néanmoins un œil sur le déroulement des opérations à Camagüey.
Lors de la Protestation de Baraguá, Vicente García resta sur la ligne dure, apportant son soutien à Antonio Maceo, et soutenant l'idée selon laquelle les armes ne devaient pas être déposées avant l'indépendance de Cuba. Le général García, présent sur les lieux, devait dès lors monter la garde sur les montagnes environnantes. Le 16 mars 1878, Vicente García est finalement élu général en chef des armées de la république, Maceo assumant la charge de second. Lorsque la guerre se termina dans les conditions édictées par le pacte de Zanjón, les troupes de García capitulèrent avec les honneurs militaires, le 6 juin 1878.

## Mort du patriote
Il fut assassiné par les Espagnols, qui firent mêler à un plat de quimbombó (plat cubain typique) du verre pilé par l'espionne espagnole Ramón Dávila. Le 4 mars 1886 mourait ainsi le glorieux général cubain. José Martí écrivit au sujet de sa mort : « Là, dans une triste maison, dans une chambre rustique, mourut celui qui fut un temps un général de Cuba, entouré de ses fils d'armes ; il se dressa sur un coude moribond, non pour leur parler des intérêts de la terre, mais pour leur léguer, avec le dernier éclat de ses yeux, l'obligation de combattre pour son peuple, jusqu'à le voir libre des étrangers qui le haïssent et l'exterminent ».
| 16 octobre 1868 | Combat dans les mines d'El Rompe.                            |
| Novembre 1868   | Bataille d'El Gramal (engagement à la machette).             |
| Décembre 1868   | Bataille de Becerra.                                         |
| Janvier 1869    | Bataille de Miguel Ramos.                                    |
| 16 août 1869    | Assaut de Las Tunas, sous le commandement de Manuel Quesada. |